# 形式科學
形式科學（formal science）是指主要研究對象為抽象形態的科學，如邏輯、數學、統計學等。

## 另見
- 抽象化
  - 實體抽象化
  - 嚴格抽象化
- 抽象結構
- 數學內的抽象化
- 電腦科學內的抽象化
- 奥地利經濟學派

## 外部連結
- 形式科學基礎 （页面存档备份，存于）（英文）